# Digby Willoughby (7e baron Middleton)
Digby Willoughby, 7e baron Middleton (29 novembre 1769-5 novembre 1856), est un noble et marin anglais.

## Biographie

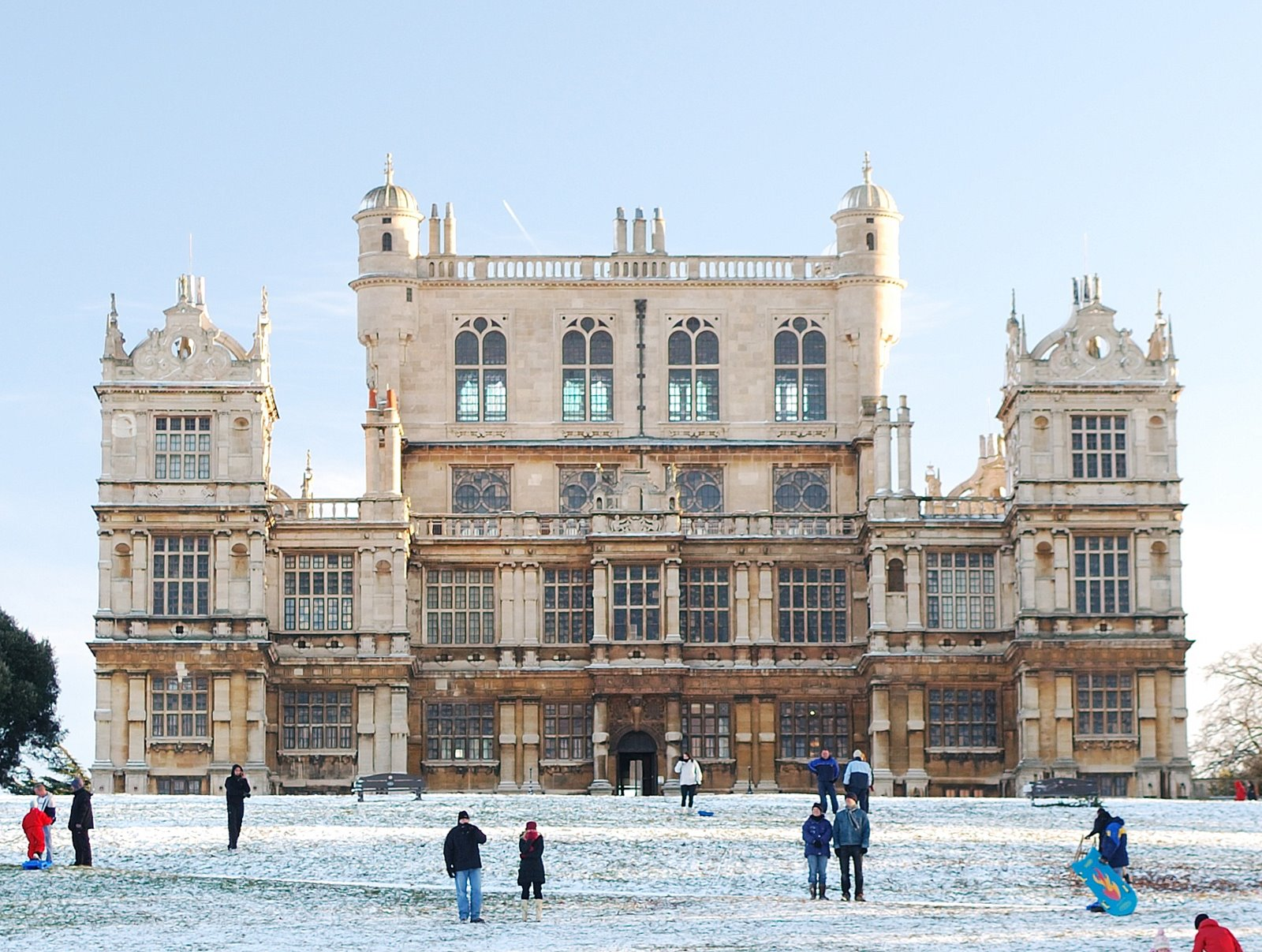
Wollaton Hall, Nottingham

Il est le fils aîné de Francis Willoughby de Hesley et Octavia Fisher, et petit-fils de Thomas Willoughby (député) (en) . 
Il entre dans la Royal Navy en 1782 et prend sa retraite en tant que capitaine en 1840. 
Il ne s'est jamais marié mais a une fille illégitime, Octavia. Il vit dans le siège de la famille Willoughby à Wollaton Hall, Nottinghamshire. 